# Noi tireremo diritto
Noi tireremo diritto (nota anche come Noi tireremo dritto) è una canzone fascista scritta e musicata da E. A. Mario nel 1935 e incisa da Crivel e pubblicata su 78 giri dalla Columbia. 
Nacque come canzone di propaganda fascista contro le sanzioni economiche che la Lega delle Nazioni aveva inflitto all'Italia per la criminale invasione dell'Etiopia nel 1935.

## Contesto storico
Durante il periodo del fascismo in Italia, la propaganda del regime aveva come obiettivo quello di promuovere il consenso popolare sulle campagne coloniali italiane. A tal fine, furono composte numerose canzoni che, oltre a offrire un supporto musicale all'iniziativa militare italiana, erano finalizzate a creare un sostegno anche popolare al "sogno imperiale" del regime, in particolare per quanto riguardava l'Africa orientale.
Il risultato di questa propaganda, come si può notare in molte di queste canzoni, fu quello di presentare motivetti e marcette piene di retorica e propaganda come allegre canzonette disincantate che nascondevano la brutalità dell'occupazione fascista.In quelle zone, l'espansione coloniale italiana fu accompagnata da una serie di atrocità e violazioni dei diritti umani, tra cui l'uso di armi chimiche e la condotta di azioni contrarie alla Convenzione di Ginevra. Tuttavia, il regime fascista, tramite la propaganda, riuscì a distogliere l'attenzione dall'evidente violazione delle norme internazionali che comportarono anche delle sanzioni economiche e politiche, che isolando l'Italia la obbligarono a delle ristrettezze che il regime cercò di giustificare come  una "autarchia" nazionalista, e a promuovere l'immagine dell'espansione coloniale come un'azione liberatrice e positiva per il popolo italiano. Come altre canzoni propagandistiche anche Noi tireremo dritto veniva spesso cantata in gruppo, divenendo un forte strumento di coesione e di identità. In questo modo, come in altri casi, il fascismo riuscì a manipolare l'opinione pubblica.  Il brano è citato da Il Fatto quotidiano nel 2021 e La Repubblica nel 2022, a proposito delle sanzioni di cui l'Italia fu oggetto nel 1935.

## Descrizione
Strumento della propaganda fascista, la canzone celebra la politica dell'autarchia come reazione alle sanzioni applicate dalla Società delle Nazioni all'Italia all'indomani dell'invasione dell'Etiopia.  
Il riferimento nel titolo è a una frase pronunciata da Benito Mussolini dal balcone di piazza Venezia durante un discorso l'8 settembre 1935. La canzone descrive l'Italia come paese perfettamente autosufficiente (La carne manca? Poco ci rincresce! / Abbiam tre mari, abbiamo tanto pesce / che, a chi lo vuole, lo possiamo regalar!) in grado di far fronte alle difficoltà (se il fante in guerra va senza paura / chi resta a casa stringa la cintura) con spirito di solerte obbedienza al Duce (Noi tireremo dritto / faremo sempre quel che il Duce ha scritto). 

## Cover
Il brano ha avuto alcune cover in quel periodo, tra cui quella del tenore Aldo Masseglia pubblicata dalla Odeon, quella di Enzo Fusco pubblicata dalla Fonotecnica e quella di Gino Ruggiero pubblicata dalla Grammofono.